# Matías Vecino
Pour les articles homonymes, voir Vecino.
Matías Vecino, né le 24 août 1991 à Canelones en Uruguay, est un footballeur international uruguayen qui évolue au poste de milieu central à la SS Lazio.

## Biographie

### Carrière en club

#### ACF Fiorentina (2013-2017)
Révélé au Club Nacional de Montevideo, Vecino rejoint en 2013, la Fiorentina en Italie. Il fait ses débuts en Série A le 26 septembre de la même année face à l'Inter Milan. En fin de saison 2013-2014 puis en 2014-2015, il est prêté à Cagliari et Empoli pour gagner du temps de jeu. En 2015-2016, il devient titulaire à la Fiorentina, disputant notamment sept matchs en Ligue Europa.

#### Inter Milan (2017-2022)
Le 2 août 2017, il s'engage avec l'Inter Milan pour quatre années
Lors de la deuxième journées, il inscrit son premier but face à l'AS Rome. 
À la dernière journée, lors du match décisif face à la Lazio de Rome pour la place qualificative en C1, il inscrit à la 81e minute sur un corner de Brozovic le but du 3-2, propulsant l'Inter Milan en Ligue des champions, une première depuis sept ans.
Il inscrira le but du 2-1 à la première journée de la Ligue des champions face à Tottenham Hotspur d'un but de la tête, permettant à son équipe de triompher.

### Sélection
Vecino dispute avec l'équipe d'Uruguay des moins de 20 ans la Copa América 2011, dont l'Uruguay termine deuxième, puis la même année la Coupe du monde des moins de 20 ans. Avec l'équipe olympique d'Uruguay, il marque aussi le but décisif lui permettant de se qualifier pour les Jeux olympiques de 2012 à Londres. 
Il fait ses débuts en sélection A le 25 mars 2016 face au Brésil. Durant la même année, il participa à la  la Copa America 2016, la Celeste sortant durant les phases de poules. En juin 2018, Vecino est sélectionné par Óscar Tabárez pour participer à la Coupe du monde 2018. Il y joue les cinq matchs de l'Uruguay en tant que titulaire. 
Durant la Copa America 2019, Vecino est une nouvelle fois convoqué mais ne peut empêcher l'élimination uruguayenne en quarts de finale par le Pérou aux tirs au but. Il est rappelé pour disputer la Copa America 2021 mais l'Uruguay sortira une nouvelle fois en quarts de finale par la Colombie aux tirs au but.
Le 10 novembre 2022, il est sélectionné par Diego Alonso pour participer à la Coupe du monde 2022.

## Statistiques
| Saison                | Club                   | Championnat           | Championnat | Championnat | Coupe(s) nationale(s) | Coupe(s) nationale(s) | Supercoupe | Supercoupe | Compétition(s) continentale(s) | Compétition(s) continentale(s) | Compétition(s) continentale(s) | Total | Total |
| Saison                | Club                   | Division              | M.          | B.          | M.                    | B.                    | M.         | B.         | Comp.                          | M.                             | B.                             | M.    | B.    |
| 2009-2010             | Central Español        | Primera División      | 9           | 0           | -                     | -                     | -          | -          | -                              | -                              | -                              | 9     | 0     |
| 2010-2011             | Central Español        | Primera División      | 23          | 2           | -                     | -                     | -          | -          | -                              | -                              | -                              | 23    | 2     |
| Sous-total            | Sous-total             | Sous-total            | 32          | 2           | -                     | -                     | -          | -          | -                              | -                              | -                              | 32    | 2     |
| 2011-2012             | Nacional Montevideo    | Primera División      | 13          | 3           | -                     | -                     | -          | -          | CL                             | 2                              | 0                              | 15    | 3     |
| 2012-2013             | Nacional Montevideo    | Primera División      | 5           | 1           | -                     | -                     | -          | -          | CL                             | 3                              | 1                              | 8     | 2     |
| Sous-total            | Sous-total             | Sous-total            | 18          | 4           | -                     | -                     | -          | -          | -                              | 5                              | 1                              | 23    | 5     |
| 2013-2014             | ACF Fiorentina         | Serie A               | 6           | 0           | 1                     | 0                     | -          | -          | -                              | -                              | -                              | 7     | 0     |
| 2015-2016             | ACF Fiorentina         | Serie A               | 30          | 2           | 1                     | 0                     | -          | -          | C3                             | 7                              | 0                              | 38    | 2     |
| 2016-2017             | ACF Fiorentina         | Serie A               | 31          | 3           | 2                     | 0                     | -          | -          | C3                             | 7                              | 1                              | 40    | 4     |
| Sous-total            | Sous-total             | Sous-total            | 67          | 5           | 4                     | 0                     | -          | -          | -                              | 14                             | 1                              | 85    | 6     |
| 2013-2014             | Cagliari Calcio (prêt) | Serie A               | 9           | 2           | -                     | -                     | -          | -          | -                              | -                              | -                              | 9     | 2     |
| 2014-2015             | Empoli FC (prêt)       | Serie A               | 36          | 2           | 2                     | 0                     | -          | -          | -                              | -                              | -                              | 38    | 2     |
| 2017-2018             | Inter Milan            | Serie A               | 29          | 3           | 2                     | 0                     | -          | -          | -                              | -                              | -                              | 31    | 3     |
| 2018-2019             | Inter Milan            | Serie A               | 30          | 3           | 1                     | 0                     | -          | -          | C1+C3                          | 5+4                            | 1+1                            | 40    | 5     |
| 2019-2020             | Inter Milan            | Serie A               | 20          | 2           | 1                     | 0                     | -          | -          | C1+C3                          | 3+1                            | 1+0                            | 25    | 3     |
| 2020-2021             | Inter Milan            | Serie A               | 8           | 1           | -                     | -                     | -          | -          | C1                             | -                              | -                              | 8     | 1     |
| 2021-2022             | Inter Milan            | Serie A               | 17          | 1           | 2                     | 0                     | -          | -          | C1                             | 4                              | 0                              | 23    | 1     |
| Sous-total            | Sous-total             | Sous-total            | 104         | 10          | 6                     | 0                     | -          | -          | -                              | 17                             | 3                              | 127   | 13    |
| 2022-2023             | Lazio Rome             | Serie A               | 32          | 2           | 2                     | 0                     | -          | -          | C3+C4                          | 6+4                            | 2+0                            | 44    | 4     |
| 2023-2024             | Lazio Rome             | Serie A               | 31          | 6           | 3                     | 0                     | 1          | 0          | C1                             | 6                              | 1                              | 41    | 7     |
| 2024-2025             | Lazio Rome             | Serie A               | 20          | 2           | -                     | -                     | -          | -          | C3                             | 9                              | 0                              | 29    | 2     |
| Sous-total            | Sous-total             | Sous-total            | 83          | 10          | 5                     | 0                     | 1          | 0          | -                              | 25                             | 3                              | 114   | 13    |
| Total sur la carrière | Total sur la carrière  | Total sur la carrière | 349         | 35          | 17                    | 0                     | 1          | 0          | -                              | 61                             | 8                              | 428   | 43    |

## Palmarès

### En club
Inter Milan
- Champion d'Italie en 2021.
- Vainqueur de la Coupe d'Italie 2022.
- Vainqueur de la Supercoupe d'Italie en 2021.
- Vice-champion d'Italie en 2020.
- Finaliste de la Ligue Europa en 2020.